# 地球再發育
《進化特區》（英語：Evolution）是一部2001年美國漫畫科幻喜劇片，由伊凡·瑞特曼執導，大衛·戴爾蒙德、大衛·魏斯曼與唐·雅各比（Don Jakoby）共同撰寫劇本。其主演包括大衛·杜考夫尼、奧蘭多·瓊斯、西恩·威廉·史考特、茱莉安·摩爾及泰德·李凡。
該片於2001年6月8日在美國上映。

## 劇情
一顆來自外太空的隕石墜下美國亞利桑那州，隕石上附上了一種生物，最初只是單細胞，但後來快速分裂和進化，變成各種古怪生物，情況不受控制，最後發現原來要使用含硒的海倫仙度絲洗頭水才能消滅。

## 演員
- 大衛·杜考夫尼 飾 艾拉·凱博士（Dr. Ira Kane）
- 奧蘭多·瓊斯 飾 哈利·菲尼亞斯·布洛克（Harry Phineas Block）
- 西恩·威廉·史考特 飾 韋恩·蓋瑞（Wayne Gray）
- 茱莉安·摩爾 飾 愛莉森·李德博士（Dr. Allison Reed）
- 泰德·李凡 飾 羅素·伍德曼准將（Brigadier General Russell Woodman）
- 丹·艾克洛德 飾 路易士州長（Governor Lewis）

## 外部連結
- 互联网电影数据库（IMDb）上《地球再發育》的资料（英文）
- AllMovie上《地球再發育》的资料（英文）
- 豆瓣电影上《地球再發育》的資料 （简体中文）
- 爛番茄上《地球再發育》的資料（英文）
- Box Office Mojo上《地球再發育》的資料（英文）